# Atmosferă standard

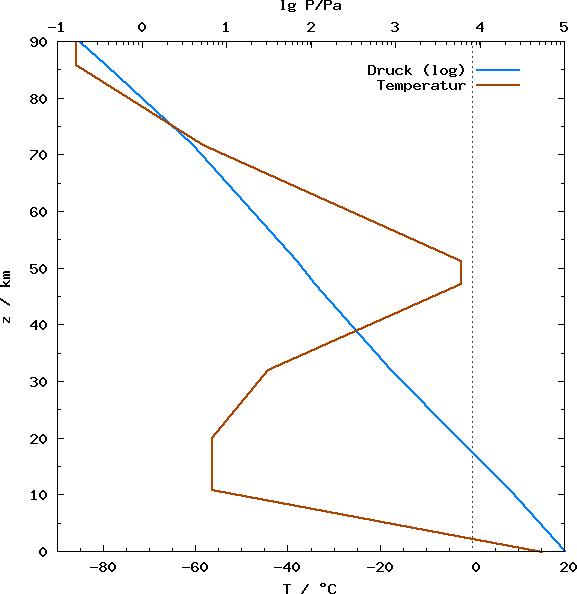
Graficul presiunii (albastru) şi temperaturii (maro) în ISA.

Atmosfera standard este un model matematic al variației presiunii, temperaturii, densității și viscozității aerului în atmosfera Pământului în funcție de altitudine. Modelul constă în tabele de valori și formule cu care aceste valori au fost calculate.
Organizația Internațională de Standardizare (ISO) a publicat Atmosfera Standard Internațională (engleză International Standard Atmosphere – ISA) drept standard, ISO 2533:1975.
Alte organizații de standardizare, ca Organizația Internațională a Aviației Civile (engleză International Civil Aviation Organization – ICAO) și guvernul SUA au publicat extensii sau subseturi ale aceluiași model atmosferic sub autoritatea lor proprie.

## Atmosfera Standard Internațională (ISA)
Modelul ISA împarte atmosfera în straturi în care temperatura variază liniar.
Alți parametri sunt calculați din constantele fizice fundamentale și relațiile dintre ele, rezultând tabele.
Atmosfera ISA este formată din aer uscat, ea nu conține vapori de apă.
Altitudinea se poate exprima ca valoare geometrică {\displaystyle z\,}, caz în care accelerația gravitațională este considerată ca fiind constantă cu altitudinea, având valoarea {\displaystyle g\,} = 9,80665 m/s2, sau ca valoare geopotențială {\displaystyle h\,}, în care se ține cont de variația valorii accelerației gravitaționale cu altitudinea cu inversul pătratului ei (conform legii atracției universale), relația dintre ele fiind:
{\displaystyle h=z{\frac {r_{p}}{r_{p}+z}}}
unde {\displaystyle r_{p}\,} este raza Pământului considerat sferic, la nivelul mării = 6369 km.
Pentru un strat, temperatura variază liniar cu altitudinea cu gradientul {\displaystyle \alpha \,}:
{\displaystyle T=T_{0}+\alpha h\,}
unde {\displaystyle T_{0}\,} este temperatura (absolută) la baza stratului.
Ținând cont de ecuația de stare a gazului ideal, se poate scrie ecuația diferențială:
{\displaystyle {\frac {dp}{p}}=-\chi {\frac {dh}{T}}}
unde {\displaystyle \chi \,} este constanta exponențială a aerului: {\displaystyle \chi =1000{\frac {g}{R_{aer}}}}, iar {\displaystyle R_{aer}\,} este constanta aerului = 287,0528742 kJ/kgK.
Prin integrare se obține variația presiunii:
{\displaystyle {\frac {p}{p_{0}}}=\left(1+{\frac {\alpha }{T_{0}}}h\right)^{-{\frac {\chi }{\alpha }}}}
Cunoscând presiunea, din ecuația de stare rezultă densitatea.
De exemplu, presiunea la nivelul mării este, conform standardului, 101325 Pa, temperatura de 15 °C, și gradientul de temperatură de −6,5 °C/km. Calculul pentru altitudinea de 11 km va da o presiune de 22632 Pa și o temperatură de −56,5 °C.
| Strat | Nume        | Altitudine geopotențială la bază h (în km) | Altitudine geometrică la bază z (în km) | Gradient de temperatură α (în °C/km) | Temperatura la baza stratului T (în °C) | Presiunea la baza stratului p (în Pa) |
| ----- | ----------- | ------------------------------------------ | --------------------------------------- | ------------------------------------ | --------------------------------------- | ------------------------------------- |
| 0     | Troposferă  | 0,0                                        | 0,0                                     | −6,5                                 | +15,0                                   | 101325                                |
| 1     | Tropopauză  | 11,000                                     | 11,019                                  | +0,0                                 | −56,5                                   | 22632                                 |
| 2     | Stratosferă | 20,000                                     | 20,063                                  | +1,0                                 | −56,5                                   | 5474,9                                |
| 3     | Stratosferă | 32,000                                     | 32,162                                  | +2,8                                 | −44,5                                   | 868,02                                |
| 4     | Stratopauză | 47,000                                     | 47,350                                  | +0,0                                 | −2,5                                    | 110,91                                |
| 5     | Mezosferă   | 51,000                                     | 51,413                                  | −2,8                                 | −2,5                                    | 66,939                                |
| 6     | Mezosferă   | 71,000                                     | 71,802                                  | −2,0                                 | −58,5                                   | 3,9564                                |
| 7     | Mezopauză   | 84,852                                     | 86,000                                  | —                                    | −86,2                                   | 0,3734                                |

Modelul ISA se bazează pe condițiile medii existente la latitudini mijlocii, conform recomandărilor comitetului tehnic TC 20/SC 6 al ISO, recomandări actualizate periodic începând cu mijlocul secolului al XX-lea

## Alte atmosfere standard
- Atmosfera Standard ICAO
- Atmosfera Standard U.S.